# Francisco Carneiro de Campos
Francisco Carneiro de Campos (Salvador, ca. 1765 — Rio de Janeiro, 8 de dezembro de 1842) foi um magistrado e político brasileiro.
Foi ministro dos Negócios Estrangeiros (1830 - 1832), ministro do Supremo Tribunal de Justiça, deputado geral e senador do Império do Brasil, de 1826 a 1842.
Foi o redator da Constituição de 1824.
Era irmão do marquês de Caravelas.